# Burg Wiesau

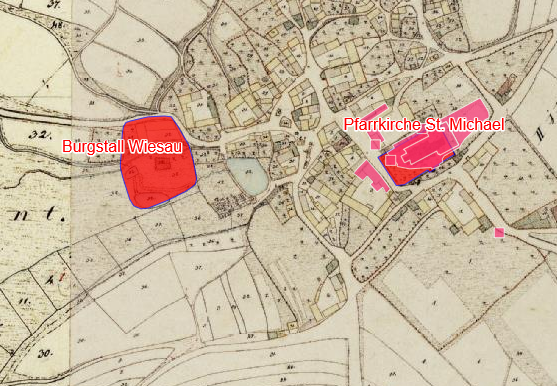
Lageplan des Burgstalls Wiesau auf dem Urkataster von Bayern

Die abgegangene Burg Wiesau lag in der Oberpfälzer Gemeinde Wiesau  im Landkreis Tirschenreuth. Die Anlage wird als Bodendenkmal unter der Aktennummer D-3-6039-0070 im Bayernatlas als „verebneter mittelalterlicher Burgstall“ geführt. 

## Geschichte
Wiesau wurde erstmals 1245 erwähnt, als ein „Perchtoldus de Marchausen“ mehrere Gehöfte und eine Herberge in „Altenwisa“ verkaufte. Als Leuchtenberger Ministeriale werden 1282 „C. (Chunradus) de Wisa et B. (Bero) fratre ejus“ genannt. Die Brüder schenkten mit Erlaubnis ihres Lehensherren mehrere Reichslehen dem Kloster Waldsassen. Sie wurden bis 1291 bei mehreren Rechtsgeschäften als Zeugen genannt. Danach verlieren sich ihre Spuren. 1297 kaufte Waldsassen in Wiesau Besitzungen eines Ministerialen der Voitsberger auf. 1327 verzichtete ein „Heinrich Stuergrans“ nach einem 25-jährigen Rechtsstreit auf seine Ansprüche in Wiesau zugunsten des Klosters.
Die Burg zu Wiesau wurde noch im 16. und 17. Jahrhundert genannt und war vermutlich ein Lehen der Leuchtenberger. Nachdem Wiesau völlig in den Besitz des Klosters Waldsassen gekommen war, wurde dort ein stiftisches Gericht gegründet. 1366 wurde als Richter „Peter von Wondreb“ erwähnt. Vermutlich war die Burg der Gerichtssitz. Wegen Geldmangels musste das Kloster Wiesau zweimal an lokale Adelige verkaufen, so 1348 an Konrad Heckel von Erbendorf und seine Söhne Ulrich und Fritsch sowie 1350 an Albrecht Nothaft von Thierstein, es konnte die Besitzung aber immer wieder zurückerwerben. Eine sichere Nachricht von der Burg Wiesau stammt aus dem Jahr 1546, damals wurde in dem  an der Straße nach Fuchsmühl das „Blochwerk“ zu Wiesau im Waldsassener Standbuch genannt. In der Beschreibung wurden „Leonhard Höffers Wittib unnd Erben uff dem Blochwergkh“ erwähnt (Wiesau Nr. 3). Das „hohe Zimmer“, vermutlich mit einem steinernen Unterbau hatte zwei hölzerne Stockwerke (daher Blochwerk) und war ringsum von einem Weiher umgeben. Wegen der genannten bürgerlichen Besitzer ist anzunehmen, dass das Gericht bereits verlegt worden war und dem Gebäude keine Wehrfunktion mehr zukam. Der Ringgraben war 1618 nicht mehr vorhanden. Die „Höflers“ waren bis 1635 als Besitzer des sogenannten Höfer-Hofs nachgewiesen.

## Burg Wiesau heute
Auf dem Ortsblatt von 1840 war noch der Burgstall am Ostrand von Wiesau erkennbar. Im 20. Jahrhundert wurde dort alles mit Wohn- und Wirtschaftsgebäuden überbaut. Heute befindet sich im Süden bzw. Westen der einstigen Anlage ein Wall, der damals als Weiherdamm diente.